# Сала Бјелезе
Сала Бјелезе (итал. Sala Biellese) је насеље у Италији у округу Бијела, региону Пијемонт.
Према процени из 2011. у насељу је живело 399 становника. Насеље се налази на надморској висини од 611 м.

## Становништво
Према резултатима пописа становништва 2011. у општини је живело 627 становника.
| 1931. | 1936. | 1951. | 1961. | 1971. | 1981. | 1991. | 2001. | 2011. |
| ----- | ----- | ----- | ----- | ----- | ----- | ----- | ----- | ----- |
| 1.210 | 874   | 719   | 672   | 616   | 590   | 615   | 601   | 627   |